# Lauri Siering
Lauri Siering (n. 23 februarie 1957, Pomona, California, SUA) este o înotătoare americană, medaliată olimpică. A participat la o ediție a Jocurilor Olimpice (1976) în care a câștigat o medalie de argint.

## Participări
Lista de mai jos prezintă principalele competiții la care a participat Lauri Siering de-a lungul carierei.
- swimming at the 1976 Summer Olympics – women's 4 × 100 metre medley relay[*]